# Dor Mărunt (gmina)
Dor Mărunt – gmina w Rumunii, w okręgu Călărași. Obejmuje miejscowości Dâlga, Dâlga-Gară, Dor Mărunt, Înfrățirea, Ogoru i Pelinu. W 2011 roku liczyła 6809 mieszkańców. 